# Міро Катич
Міро Катич (босн. Miro Katić; 2 лютого 1974, Спліт, Югославія) — боснійський футболіст, півзахисник.

## Кар'єра

### Клубна
Починав професійну кар'єру в загребському «Динамо», за який провів три матчі в другому чемпіонаті Хорватії. Далі грав за хорватські «Шибеник» і «Осієк». З 1994 по 1996 рік виступав за клуб «Кроація». У 1996 році перебрався в «Хрватскі Драговоляц», де грав протягом 2 років. З 2001 по 2002 рік в Боснії і Герцеговині грав за «Широкі Брієг». 
Навесні 2003 року перейшов в російський «Торпедо-Металург». У Прем'єр-лізі дебютував 15 березня в домашньому матчі 1-го туру проти московського «Спартака», вийшовши на заміну замість Йонаса Валлерстедта на 78-й хвилині матчу і відзначившись попередженням на 81-й хвилині тієї зустрічі. Всього в тому сезоні за «Торпедо-Металург» провів 7 матчів, забитими м'ячами не відзначився і після закінчення сезону в грудні того ж року був виставлений на трансфер. 
Надалі повернувся до Хорватії і грав за «Меджимур'є», після чого виступав на батьківщині за «Посуш'є». Завершував кар'єру  у Хорватії у клубах «Солін» та «Спліт».

### В збірній
За національну команду Боснії і Герцеговини в 2002 році провів 1 матч.